# Calytrix strigosa
Calytrix strigosa är en myrtenväxtart som beskrevs av Allan Cunningham. Calytrix strigosa ingår i släktet Calytrix och familjen myrtenväxter. Inga underarter finns listade i Catalogue of Life.